# Hélène Boucher
Hélène Boucher (23 de mayo de 1908 - 30 de noviembre de 1934) fue una conocida aviadora francesa de principios de la década de 1930, cuando estableció varios récords mundiales de velocidad femenina, incluyendo también un récord mundial absoluto, tanto masculino como femenino. Falleció en un accidente en 1934.

## Biografía
Hélène Boucher era hija de un arquitecto parisino. Después de la escuela ordinaria experimentó el vuelo en Orly y entonces se convirtió en el primer alumno de la escuela de vuelo dirigida por Henri Fabos en Mont-de-Marsan. Rápidamente obtuvo su licencia (n° 182) a los 23 años. Compró una avioneta de Havilland DH.60 Moth y aprendió a navegar y realizar acrobacias aéreas. Su gran habilidad fue reconocida por Michel Detroyat quien le aconsejó concentrarse en la acrobacia aérea, su propia especialidad. Sus actuaciones atrajeron multitudes a espectáculos de vuelo, por ejemplo en Villacoublay. y sus habilidades le ganaron su licencia para transporte público en junio de 1932. Después de asistir a algunas reuniones de aviación, Boucher vendió la Moth y compró una Avro Avian, planeando un vuelo al Extremo Oriente, en caso de que llegara hasta Damasco y regresara por el norte de África, limitada por dificultades financieras.
En 1933 voló con la señorita Jacob en la carrera de 12 horas de Angers en una de las máquinas de menor potencia allí, una Mauboussin-Zodiac 17 con  motor Salmson de 45 kW (60 hp), completando 1 645 km (1 022 mi) a una velocidad promedio de 137 km/h (85 mph) y llegaron en la decimocuarta posición. Ellas eran el único equipo femenino que compitió y recibieron el premio de 3 000 francos reservados para un equipo completamente femenino, así como 3 000 francos por la posición. Al año siguiente, Boucher compitió otra vez en un contrato con la compañía Caudron y en un Rafale más rápido de Caudron, finalizando en segundo lugar.
Durante 1933 y 1934 estableció varios récords del mundo para mujeres, mencionados más adelante. Boucher incluso consiguió la plusmarca internacional absoluta (tanto masculina como femenina) para la velocidad sobre 1.000 kilómetros (621 millas) en 1934. La mayor parte de estas marcas fueron conseguidos en aviones Caudron con motores Renault, y en junio de 1934 la compañía Renault también la hizo temporalmente un contrato con el fin de promocionar su nuevo automóvil deportivo de 6 cilindros Vivasport.
El 30 de noviembre de 1934 Boucher murió a los  26 años volando un Caudron C.430 Rafale cerca de Versalles cuando su avioneta se estrelló en los bosques de Guyancourt. Boucher fue nombrada póstumamente Chevalier de la Légion d'honneur y fue la primera mujer enterrada en Les Invalides, donde se celebró su funeral. Está enterrada en el cementerio de Yermenonville. Parte de la prensa y otros consideraron a Detroyat como responsable de su muerte, ya que había animado a una "chica joven e inocente" a un "deporte tan peligroso". [cita requerida]
Después de su muerte se erigieron varios monumentos conmemorativos de diferentes tipos. La nueva escuela femenina Lycée Hélène Boucher, construida en 1935 en París (75, Cours de Vincennes), fue nombrada así como modelo para futuras generaciones de chicas "modernas". Hay un monolito en los bosques de Guyancourt donde ocurrió el accidente, un monumento en la tumba en Yermenonville y varias plazas y calles de varias ciudades llevan su nombre. En 1935 comenzó una competición para aviadoras femeninas denominada la copa Hélène Boucher.

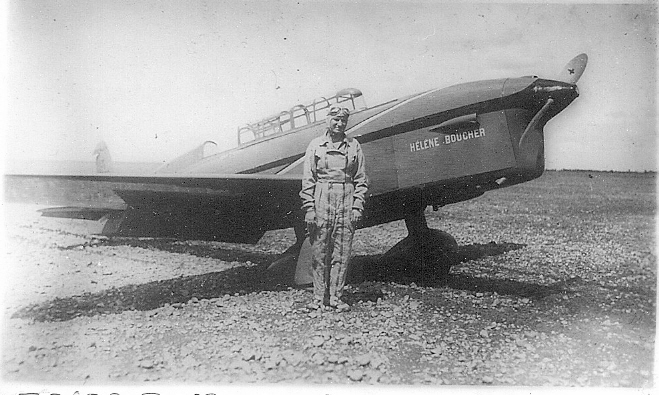
Boucher delante de su avioneta Caudron Rafale

## Plusmarcas mundiales
El 2 de agosto de 1933 en una avioneta  Zodiac Mauboussin-Peyret, ella alcanzó una altura récord para una mujer de 5 900 m (19 357 pies).
En 1934 en una Caudron C.450 estableció dos plusmarcas más:  Velocidad internacional a más de 1 000 km (621 millas) en 409,184 km/h (254,255 mph) el 8 de agosto de 1934 (también récord femenino sobre esta distancia) y en la velocidad del mismo día de más de 100 km (62 millas) en 412,371 km/h 256,235 mph).
Estableció el récord de velocidad femenino en 445,028 kilómetros por hora el 11 de agosto.
El 8 de julio, en un Rafale de Caudron,  en la categoría 1 de "avión ligero", en velocidad sobre 1 000 kilómetros, estableció la plusmarca en 250,086 kilómetros por hora.

## Referencias

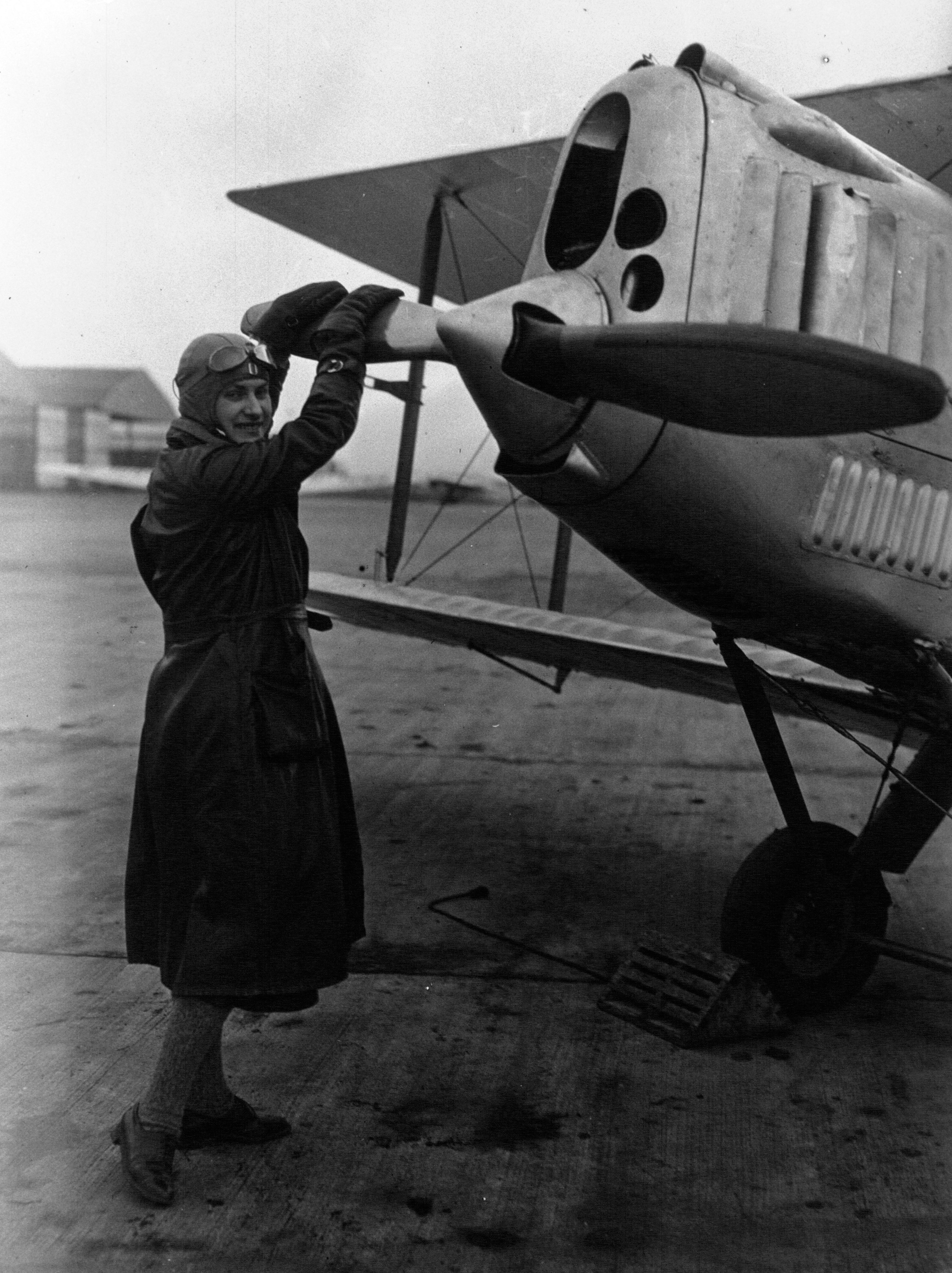
La aviadora Hélène Boucher (1908-1934) en Le Bourget en 1933.

## Informaciones adicionales
- Antoine Rédier: Hélène Boucher, jeune fille de France, Flammarion, en 1935, con prólogo de Victor Denain.

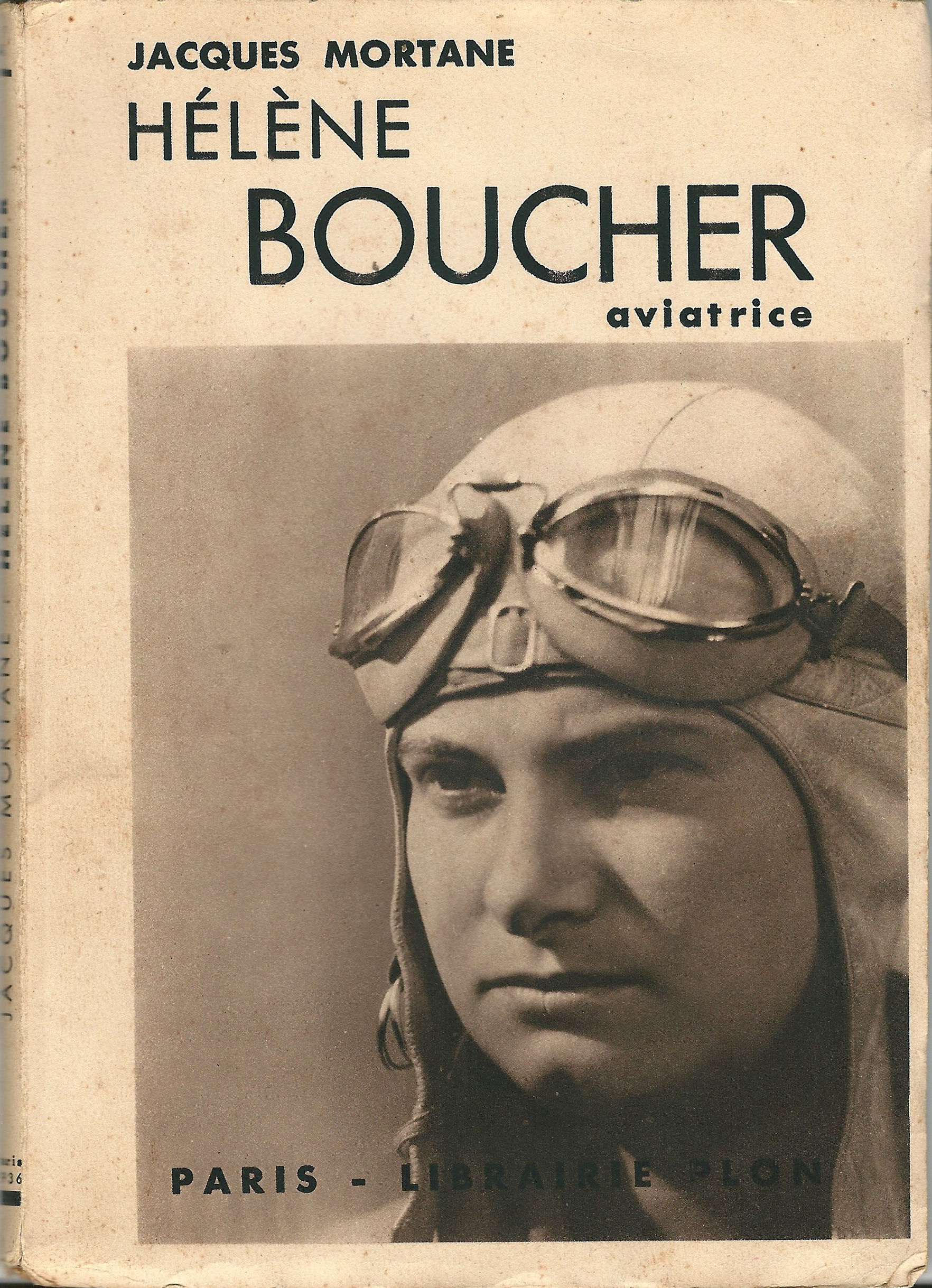
Un libro sobre Hélène Boucher.

- Datos: Q300903
- Multimedia: Hélène Boucher / Q300903